# Église Saint-Grégoire-l'Illuminateur de Vladimir
L’église Saint-Grégoire-l'Illuminateur est une église arménienne rattachée à l'Église apostolique arménienne et construite en 2014. Elle est située oulitsa Pogodina n° 10 à Vladimir, oblast de Vladimir, en Russie. 

## Historique
L’église arménienne de Vladimir est construite en 2014. La ville est le berceau de 30 000 Arméniens, qui ont mis dix ans pour mener à bien ce projet.
Elle est consacrée le 13 août 2017, à l'occasion du 300e anniversaire de la ville de Nakhitchevan-sur-le-Don (alors Nor Nakhitchevan) et de la fondation du diocèse.

## Architecture
Le plan architectural de l'église reprend celui des églises traditionnelles d'Arménie. La forme du plan est celle d'une croix aux branches de longueur identique (croix dite « grecque »).
Elle fait 37 mètres de haut.
Les murs sont construits en tuf de couleur ocre, brun clair. 250 tonnes ont été nécessaires à sa construction.